# Солнечное затмение 25 февраля 1952 года
Солнечное затмение 25 февраля 1952 года — полное солнечное затмение 139 сароса.
Максимальная фаза затмения составила 1,0366 и достигла своего максимума в 09:11:35 UTC. Максимальная длительность полной фазы — 3 минуты и 9 секунд, а лунная тень на земной поверхности достигла ширины 138 км. Следующее затмение данного сароса произошло 7 марта 1970 года.
Данное затмение стало вторым солнечным затмением в 1970-х годах и 160-м затмением XX века. Предыдущее солнечное затмение произошло 11 сентября 1969 года, а следующее — 31 августа 1970 года.